# 约尔格·费英格
约尔格·费英格（德語：Jörg Vaihinger，1962年10月8日—），德国男子田径运动员。他曾代表西德参加1984年、1988年和1992年夏季奥林匹克运动会田径比赛，其中1988年奥运会获得一枚铜牌。